# Dries Riphagen

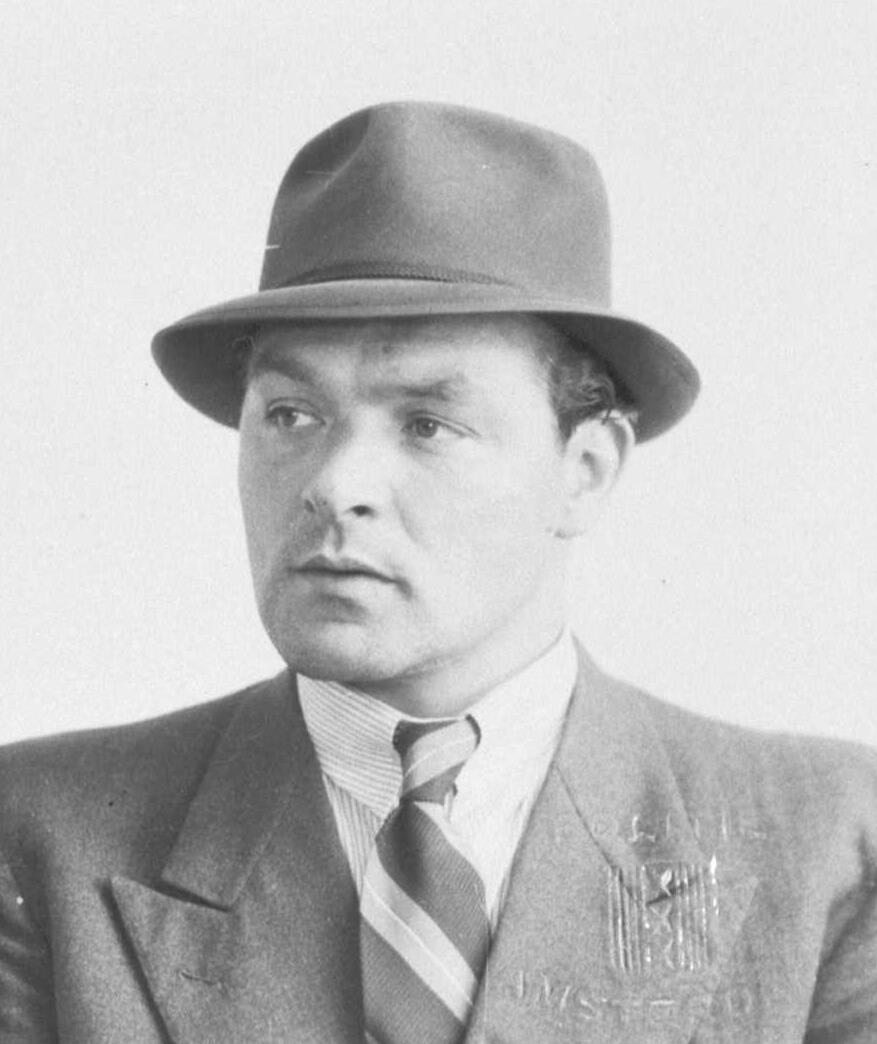
Dries Riphagen

Bernardus Andreas „Dries“ Riphagen (* 7. September 1909 in Amsterdam; † 13. Mai 1973 in Montreux) war ein niederländischer Krimineller, der während des Zweiten Weltkriegs mit den deutschen Besatzungsbehörden kollaborierte.

## Biographie

### Jugend und Weg in die Kriminalität
Dries Riphagen wurde als achtes Kind einer Amsterdamer Familie geboren, sein Vater arbeitete für die Marine. Riphagens Mutter starb, als er sechs Jahre alt war, und sein Vater heiratete ein zweites Mal, kümmerte sich aber kaum um die Kinder, da er Alkoholiker war. Im Alter von 14 Jahren kam Dries Riphagen in das berüchtigte Ausbildungszentrum der Handelsschifffahrt Pollux und fuhr von 1923 bis 1924 als Leichtmatrose zur See. Anschließend blieb er für zwei Jahre in den Vereinigten Staaten, wo er für Standard Oil arbeitete, in Kontakt mit den dortigen kriminellen Kreisen kam und sich deren Methoden abschaute. Auf diese Zeit geht sein späterer Spitzname Al Capone zurück.
Nach seiner Rückkehr aus den USA trat Riphagen der Nationaal-Socialistische Nederlandsche Arbeiderspartij (NSNAP) bei, einer extrem antisemitischen Kleinpartei, deren Ziel es war, dass die Niederlande eine Provinz des Deutschen Reiches werden sollten. Er wurde eine der führenden Figuren der Amsterdamer Unterwelt, Zuhälter auf dem Rembrandtplein, entwickelte eine Vorliebe für Schmuck, Juwelen sowie Glücksspiel und handelte mit – zum Teil gestohlenen – Gebrauchtwagen.

### Während der Besatzung
Während des Zweiten Weltkrieges setzte Riphagen seine kriminellen Tätigkeiten nicht nur fort, sondern weitete diese aus, in profitabler Zusammenarbeit mit den deutschen Besatzern als Vertrauensmann des deutschen SD und später als Mitarbeiter der Zentralstelle für jüdische Auswanderung in Amsterdam. Seine Aufgabe war es, zusammen mit seinen „Kollegen“ aus der Amsterdamer Unterwelt, Schwarzhandel aufzudecken sowie jüdisches Eigentum aufzuspüren, das an den deutschen Devisenbestimmungen vorbei geschleust werden sollte. Als Bonus erhielten die Männer fünf bis zehn Prozent der beschlagnahmten Waren, aber sie ließen auch viele Werte in den eigenen Taschen verschwinden.
Dries Riphagen beteiligte sich bald selbst an der „Judenjagd“, gemeinsam mit Mitgliedern der Familie Olij, die als gefürchtete „Jodenkloppers“ galten. Ab 1943 gehörte er zu der Kolonne Henneicke, einer Gruppe von Ermittlern, die nach untergetauchten Juden suchten. Diese rund fünfzigköpfige Gruppe war 1942 von Wim Henneicke, dem staatenlosen Sohn eines deutschen Einwanderers, begründet worden; allein vom 4. bis 31. März 1943 lieferte die Kolonne, die zum größten Teil aus Berufsverbrechern bestand, 3190 jüdische Menschen an die deutschen Behörden aus, die in die Vernichtungslager deportiert wurden. Pro Mensch gab es ein Kopfgeld von 7,50 bis 40 Gulden. Bis Ende 1943 raffte Riphagen ein kleines Vermögen zusammen, das er auf Konten in Belgien und in der Schweiz deponierte. Die Kolonne erpresste auch jüdische Menschen mit der Drohung von Deportation, damit sie andere Untergetauchte verrieten. Schließlich wurde die Kolonne Henneicke wegen Korruption aufgelöst. Riphagen war im letzten Kriegsjahr für die Gruppe Hoffmann des SD in Assen tätig, die auf das Aufspüren untergetauchter alliierter Piloten und Waffenabwürfe durch die Alliierten spezialisiert war.

### Nach Kriegsende
Nach dem Krieg wurde Dries Riphagen wegen des Verrates von Juden gesucht und von der Staatsanwaltschaft als verantwortlich für den Tod von mindestens 200 Menschen angesehen. Riphagen nahm Kontakt mit dem ehemaligen Widerstandskämpfer und Polizeichef von Enschede auf, Willem Evert Sanders, der mit ihm einen Handel machen wollte. Riphagen wurde nicht an die offiziellen Behörden übergeben, sondern im Austausch von Informationen über Kollaborateure und deutschgesinnte Netzwerke als „Privathäftling“ unter Hausarrest gestellt. Im Februar 1946 entkam er; Gerüchten zufolge wurde er von seinen Unterweltfreunden in einem Leichenwagen über die Grenze gebracht. Nach neueren Erkenntnissen wurde die Flucht mit dem Leichenwagen von zwei Mitarbeitern des niederländischen Geheimdienstes Bureau Nationale Veiligheid, Frits und Piet Kerkhoven, organisiert. Von Belgien aus fuhr er nach späteren Aussagen seines Sohnes Rob in drei Monaten mit dem Fahrrad nach Spanien. Die Frau von Dries Riphagen war später die Lebensgefährtin von Frits Kerkhoven.
Im Mai 1946 wurde Riphagen im spanischen Huesca angehalten, weil ihm die notwendigen Personalpapiere fehlten. Er wurde im dortigen Gefängnis inhaftiert, aber auf Vermittlung eines Jesuitenpaters auf Kaution freigelassen mit der Auflage, seine Papiere in Ordnung bringen zu lassen. Daraufhin besorgte er sich einen Nansen-Pass, und Frits Kerkhoven versorgte ihn mit Kleidung und Schuhen, in denen Diamanten versteckt waren, die Riphagen bei Kerkhoven zurückgelassen hatte. Als ihn die niederländische Justiz ausfindig machte – er hielt sich mittlerweile in Madrid auf –, flog er am 21. März 1948 gemeinsam mit einem Freund nach Argentinien. Seine dortige Kontaktadresse war ebenfalls die eines Jesuitenpaters; von einer eventuellen Verbindung mit den sogenannten „Rattenlinien“ ist allerdings nichts bekannt. Der niederländische Botschafter in Buenos Aires, Floris Carcilius Anne Baron van Pallandt, stellte einen Auslieferungsantrag, der aber nur auf Delikten wie Autodiebstahl und Raubüberfall basierte, die nach Ansicht der argentinischen Justiz schon verjährt und für die die vorgelegten Beweise zu gering waren.
Dass Riphagen nicht an die Niederlande ausgeliefert wurde, verdankte er höchstwahrscheinlich seinen guten Beziehungen. Er war mit einem Mitglied des argentinischen Obersten Gerichtshofes, Rodolfo Valenzuela, befreundet, der auch als Sekretär für den Präsidenten Juan Perón arbeitete. Dadurch wurde er mit dem Präsidenten-Ehepaar bekannt und hielt bis zu seinem Tod Kontakt zu Perón. Er ließ sich in Belgrano, einem Stadtteil von Buenos Aires nieder, wo er ein Fotopresse-Büro betrieb und sich dem Geheimdienst von Perón verdingte. Zudem organisierte er für Jan Olij, seinen alten Freund aus Amsterdamer Zeiten, Box-Wettkämpfe im Luna Park.
Nach dem Sturz Peróns kehrte Riphagen nach Europa zurück und reiste umher, vornehmlich in Spanien, Deutschland und der Schweiz. Er umgab sich vorzugsweise mit wohlhabenden Frauen, die ihn auch unterhielten. Seine letzte bekannte Adresse war eine Anschrift in Madrid. 1973 starb Dries Riphagen, der „schlimmste Kriegsverbrecher von Amsterdam“, in Montreux an Krebs.

## Aufarbeitung
2010 veröffentlichten die beiden niederländischen Journalisten und Mitarbeiter der Zeitung Het Parool, Bart Middelburg und René ter Steege das Buch Riphagen, ‚Al Capone‘, één van Nederlands grootste oorlogsmisdadigers. Das Buch beruht unter anderem auf Interviews mit dem Sohn von Dries Riphagen, Rob, und Betje Wery, die mit den Deutschen zusammengearbeitet hatte.
2013 strahlte der Sender VPRO eine Fernsehserie über Dries Riphagen aus, in der die Hauptfigur von dem Schauspieler Jeroen van Koningsbrugge dargestellt wurde. Das Drehbuch der Serie basiert auf dem Buch von Middelburg und ter Steege.
2016 wurde in den Niederlanden der Film Riphagen von Regisseur Pieter Kuijpers nach einem Drehbuch von Thomas van der Ree und Paul Jan Nelisse herausgebracht; die Hauptrolle spielte erneut Jeroen van Koningsbrugge.